# Liste des sites classés et inscrits de Maine-et-Loire
Cet article recense les sites classés et inscrits en Maine-et-Loire, en France.

## Listes

### Méthodologie
Les données compilées ci-dessous proviennent de la DREAL des Pays de la Loire, données mises à jour en 2021,,. La date correspond à celle de la première protection du site (par arrêté ou décret). Les coordonnées sont celles du barycentre de la surface protégée.

### Sites classés
Le tableau suivant recense les sites classés du Maine-et-Loire en 2023.
| Site                                                | Commune(s) | Date               | Superficie (ha) | Critères / Notes                                                              | Coordonnées                        | Photo |
| --------------------------------------------------- | --- | ------------------ | --------------- | ----------------------------------------------------------------------------- | ---------------------------------- | ----- |
| Confluence Maine-Loire et coteaux angevins          | Angers, Béhuard, Bouchemaine, Denée, Mûrs-Erigné, La Possonnière, Rochefort-sur-Loire, Saint-Jean-de-la-Croix, Sainte-Gemmes-sur-Loire, Savennières            | 23 février 2010    | 2 064           | Pittoresque                                                                   | 47° 24′ 47″ nord, 0° 36′ 29″ ouest |       |
| Étang Saint-Nicolas et ses rives                    | Angers, Avrillé | 4 mai 1936         | 34,8            |                                                                               | 47° 28′ 48″ nord, 0° 35′ 10″ ouest |       |
| Moulin de la Croix-Cadeau et ses abords             | Avrillé | 12 mai 1969        | 0,9             | Pittoresque                                                                   | 47° 31′ 12″ nord, 0° 36′ 40″ ouest |       |
| Confluence de la Loire et de la Vienne              | Beaumont-en-Véron, Candes-Saint-Martin, Chouzé-sur-Loire, Cinais, Couziers, Montsoreau, Saint-Germain-sur-Vienne, Savigny-en-Véron, Thizay, Varennes-sur-Loire | 17 septembre 2021  | 295,96          | Pittoresque                                                                   | 47° 13′ 08″ nord, 0° 03′ 40″ est   |       |
| Château de Beaupréau, son parc et ses abords        | Beaupréau-en-Mauges | 25 mai 1943        | 29,6            |                                                                               | 47° 11′ 56″ nord, 0° 59′ 20″ ouest |       |
| Ruines du château de la Boujardière et leurs abords | Bellevigne-les-Châteaux | 30 novembre 1965   | 16,3            | Pittoresque Château : Inscrit MH (2005)                                       | 47° 11′ 24″ nord, 0° 02′ 13″ ouest |       |
| Château de Chavigné et son parc                     | Les Bois d'Anjou | 24 décembre 1969   | 38,5            | Pittoresque Château : Inscrit MH (1986)                                       | 47° 25′ 26″ nord, 0° 09′ 18″ ouest |       |
| Corniche Angevine                                   | Chalonnes-sur-Loire, Chaudefonds-sur-Layon, Rochefort-sur-Loire, Val-du-Layon                                                                                  | 11 février 2003    | 2 381,7         | Pittoresque                                                                   | 47° 20′ 35″ nord, 0° 41′ 13″ ouest |       |
| Ormes séculaires de la proprieté du Verger          | Chambellay | 3 janvier 1913     | 0,01            | Artistique                                                                    | 47° 41′ 28″ nord, 0° 41′ 02″ ouest |       |
| Domaine du Pin                                      | Champtocé-sur-Loire | 18 mars 1991       | 93,3            | Artistique, historique, pittoresque Château : Inscrit MH (2011)               | 47° 25′ 30″ nord, 0° 51′ 07″ ouest |       |
| Domaine du Lavouër                                  | Chemillé-en-Anjou | 28 janvier 1946    | 60,7            | Historique Château : Inscrit MH (1969)                                        | 47° 16′ 19″ nord, 0° 49′ 01″ ouest |       |
| Maison d'Andenac                                    | Distré | 4 septembre 1974   | 2               |                                                                               | 47° 13′ 19″ nord, 0° 06′ 50″ ouest |       |
| Abbaye de Fontevraud et ses abords                  | Fontevraud-l'Abbaye | 22 août 2013       | 173,8           | Historique, pittoresque Abbaye : Classé MH (1840)                             | 47° 10′ 44″ nord, 0° 03′ 11″ est   |       |
| Moulin de Brissac                                   | Les Garennes sur Loire | 1er septembre 1943 | 1               |                                                                               | 47° 21′ 50″ nord, 0° 27′ 04″ ouest |       |
| Le Thoureil-Saint-Maur                              | Gennes-Val-de-Loire, Loire-Authion, La Ménitré | 3 juin 2008        | 908,1           | Pittoresque                                                                   | 47° 22′ 30″ nord, 0° 16′ 23″ ouest |       |
| Château de la Grandière et son parc                 | Grez-Neuville | 10 juillet 1974    | 18,5            | Château : Inscrit MH (1973)                                                   | 47° 36′ 50″ nord, 0° 39′ 58″ ouest |       |
| Domaine de la Thibaudière                           | Longuenée-en-Anjou | 24 février 1987    | 9               | Pittoresque                                                                   | 47° 32′ 46″ nord, 0° 38′ 46″ ouest |       |
| Domaine de la Baronnière                            | Mauges-sur-Loire | 9 juillet 1993     | 45,9            | Pittoresque Château : Classé MH (1995)                                        | 47° 19′ 23″ nord, 1° 01′ 44″ ouest |       |
| Domaine du Bas-Plessis                              | Mauges-sur-Loire, Montrevault-sur-Èvre | 25 juillet 1975    | 108,2           | Château : Inscrit MH (1992)                                                   | 47° 18′ 00″ nord, 0° 58′ 52″ ouest |       |
| Méandres de l'Èvre et cirque de Courrossé           | Mauges-sur-Loire, Montrevault-sur-Èvre | 11 décembre 1995   | 145,4           | Pittoresque                                                                   | 47° 19′ 01″ nord, 1° 02′ 42″ ouest |       |
| Parc oriental du château des Colbert                | Maulévrier | 29 septembre 1980  | 22,5            |                                                                               | 47° 00′ 18″ nord, 0° 44′ 56″ ouest |       |
| Château de Montgeoffroy et son parc                 | Mazé-Milon | 24 juin 1964       | 51              | Pittoresque Château : Classé MH (1984)                                        | 47° 28′ 01″ nord, 0° 16′ 48″ ouest |       |
| Domaine de la Thibaudière                           | Montreuil-Juigné | 2 mai 1975         | 94,8            | Pittoresque Château : Inscrit MH (2005)                                       | 47° 32′ 46″ nord, 0° 38′ 17″ ouest |       |
| Manoir des Grignons et ses abords                   | Morannes sur Sarthe-Daumeray | 18 avril 1967      | 1               | Pittoresque Manoir : Inscrit MH (1968)                                        | 47° 44′ 35″ nord, 0° 24′ 58″ ouest |       |
| Roche de Mûrs et ses abords                         | Mûrs-Erigné | 25 avril 2007      | 175             | Historique, pittoresque                                                       | 47° 24′ 22″ nord, 0° 32′ 42″ ouest |       |
| Promenade du Champalud                              | Orée d'Anjou | 27 décembre 1935   | 4,98            |                                                                               | 47° 20′ 20″ nord, 1° 16′ 01″ ouest |       |
| Châteaux de Serrant et de Chévigné et leurs parcs   | Saint-Georges-sur-Loire, Savennières | 25 mars 1977       | 630,4           | Château de Serrant : Classé MH (1948) Château de Chevigné : Inscrit MH (1963) | 47° 24′ 54″ nord, 0° 42′ 43″ ouest |       |
| Château de Bagneux et son parc                      | Saumur | 10 novembre 1966   | 10,7            | Pittoresque Château : Inscrit MH (1970)                                       | 47° 14′ 28″ nord, 0° 05′ 20″ ouest |       |
| Château de Briacé et son parc                       | Saumur | 14 mars 1968       | 3,2             | Pittoresque Château : Inscrit MH (2012)                                       | 47° 15′ 54″ nord, 0° 03′ 25″ ouest |       |
| Château de Dieusie et son parc                      | Segré-en-Anjou Bleu | 10 juillet 1974    | 2,4             | Ancienne commune de Sainte-Gemmes-d'Andigné.                                  | 47° 40′ 01″ nord, 0° 52′ 55″ ouest |       |
| Château de la Faucille et son parc                  | Segré-en-Anjou Bleu | 20 septembre 1973  | 32,8            | Ancienne commune de L'Hôtellerie-de-Flée. Château : Inscrit MH (1972)         | 47° 44′ 38″ nord, 0° 54′ 54″ ouest |       |
| Enceinte de Rouge-Écu                               | Segré-en-Anjou Bleu | 30 décembre 1975   | 8,3             | Ancienne commune de Châtelais                                                 | 47° 46′ 52″ nord, 0° 56′ 13″ ouest |       |
| Ardoisières de l'Union et du Petit Pré              | Trélazé | 7 mai 1993         | 3,9             | Historique, pittoresque                                                       | 47° 26′ 49″ nord, 0° 29′ 20″ ouest |       |
| Domaine de l'ancienne abbaye de Louroux             | Vernantes | 5 février 1974     | 16,8            | Abbaye : Inscrit MH (2008)                                                    | 47° 25′ 12″ nord, 0° 01′ 37″ est   |       |

### Sites inscrits
Le tableau suivant recense les sites inscrits du Maine-et-Loire.
| Site                                                                   | Commune(s)                                                   | Date             | Superficie (ha) | Critères / Notes                              | Coordonnées                        | Photo |
| ---------------------------------------------------------------------- | ------------------------------------------------------------ | ---------------- | --------------- | --------------------------------------------- | ---------------------------------- | ----- |
| Ancien quartier des Halles                                             | Angers                                                       | 31 décembre 1971 | 13,6            | Pittoresque                                   | 47° 28′ 23″ nord, 0° 33′ 00″ ouest |       |
| Étang Saint-Nicolas et ses rives                                       | Angers, Avrillé                                              | 4 mai 1936       | 11,4            |                                               | 47° 28′ 44″ nord, 0° 34′ 55″ ouest |       |
| Place de la Laiterie et quartier de La Doutre                          | Angers                                                       | 23 juillet 1959  | 0,5             | Pittoresque Site étendu le 29 janvier 1964.   | 47° 28′ 30″ nord, 0° 33′ 43″ ouest |       |
| Quartier de la Cité                                                    | Angers                                                       | 26 août 1964     | 15,2            | Historique, pittoresque                       | 47° 28′ 16″ nord, 0° 33′ 22″ ouest |       |
| Terrains de Roc Épine                                                  | Angers, Avrillé                                              | 15 avril 1937    | 43,7            |                                               | 47° 28′ 44″ nord, 0° 35′ 10″ ouest |       |
| Pont-Barre                                                             | Beaulieu-sur-Layon, Val-du-Layon                             | 14 octobre 1931  | 3,56            | Pittoresque Site étendu le 30 septembre 1975. | 47° 18′ 43″ nord, 0° 36′ 47″ ouest |       |
| Château de Beaupréau, son parc et ses abords                           | Beaupréau-en-Mauges                                          | 25 mai 1943      | 0,7             |                                               | 47° 11′ 53″ nord, 0° 59′ 24″ ouest |       |
| Village de Faveraye                                                    | Bellevigne-en-Layon                                          | 30 octobre 1975  | 5,4             | Pittoresque                                   | 47° 15′ 07″ nord, 0° 30′ 07″ ouest |       |
| Rives et confluence de la Maine et de la Loire                         | Bouchemaine, Saint-Jean-de-la-Croix, Sainte-Gemmes-sur-Loire | 10 mai 1972      | 214,2           | Pittoresque                                   | 47° 26′ 20″ nord, 0° 35′ 49″ ouest |       |
| Corniche Angevine : hameaux d'Ardenay, des Barres et du Petit Beauvais | Chaudefonds-sur-Layon, Val-du-Layon                          | 27 février 2003  | 14,2            | Pittoresque                                   | 47° 20′ 13″ nord, 0° 41′ 56″ ouest |       |
| Village de Champteussé-sur-Baconne                                     | Chenillé-Champteussé                                         | 25 mars 1976     | 36,7            | Pittoresque                                   | 47° 40′ 05″ nord, 0° 39′ 18″ ouest |       |
| Rue des Perrières à Doué-la-Fontaine                                   | Doué-en-Anjou                                                | 22 novembre 1985 | 6,1             | Pittoresque                                   | 47° 11′ 28″ nord, 0° 15′ 43″ ouest |       |
| Domaine de l'ancienne abbaye du Perray-aux-Nonnains                    | Écouflant                                                    | 20 février 1974  | 6               | Pittoresque                                   | 47° 31′ 23″ nord, 0° 30′ 18″ ouest |       |
| Domaine du château de Sautré                                           | Feneu                                                        | 20 février 1974  | 82,3            | Pittoresque                                   | 47° 34′ 19″ nord, 0° 37′ 05″ ouest |       |
| Ruines de la chapelle Sainte-Catherine                                 | Gennes-Val-de-Loire                                          | 21 octobre 1943  | 0,09            |                                               | 47° 19′ 34″ nord, 0° 12′ 22″ ouest |       |
| Vallée du Loir et village de Huillé                                    | Huillé-Lézigné                                               | 20 avril 1976    | 419,5           | Pittoresque                                   | 47° 38′ 31″ nord, 0° 18′ 43″ ouest |       |
| Château des Colbert                                                    | Maulévrier                                                   | 12 août 1980     | 2               | Pittoresque                                   | 47° 00′ 25″ nord, 0° 44′ 53″ ouest |       |
| Château de Montgeoffroy et son parc                                    | Mazé-Milon                                                   | 24 juin 1964     | 2               | Pittoresque                                   | 47° 27′ 47″ nord, 0° 17′ 02″ ouest |       |
| Coteau et rives de la Loire entre Saumur et Montsoreau                 | Montsoreau, Parnay, Saumur, Souzay-Champigny, Turquant       | 13 janvier 1965  | 955,08          | Pittoresque                                   | 47° 13′ 19″ nord, 0° 02′ 10″ est   |       |
| Hameau de Saint-Germain                                                | Morannes sur Sarthe-Daumeray                                 | 10 octobre 1973  | 20,1            | Pittoresque                                   | 47° 42′ 11″ nord, 0° 20′ 46″ ouest |       |
| Village et château de Passavant-sur-Layon                              | Passavant-sur-Layon                                          | 10 janvier 1974  | 37,7            | Pittoresque                                   | 47° 06′ 18″ nord, 0° 23′ 35″ ouest |       |
| Château des Rangeardières et son parc                                  | Saint-Barthélemy-d'Anjou                                     | 20 mars 1969     | 6,2             | Pittoresque                                   | 47° 28′ 16″ nord, 0° 30′ 00″ ouest |       |
| Abbaye de Saint-Georges-sur-Loire et ses abords                        | Saint-Georges-sur-Loire                                      | 20 janvier 1971  | 11              | Pittoresque                                   | 47° 24′ 18″ nord, 0° 45′ 40″ ouest |       |
| Château des Vauverts et son parc                                       | Saumur                                                       | 10 mars 1969     | 4,4             | Pittoresque                                   | 47° 16′ 12″ nord, 0° 06′ 25″ ouest |       |